# Хуторянка (деревня)

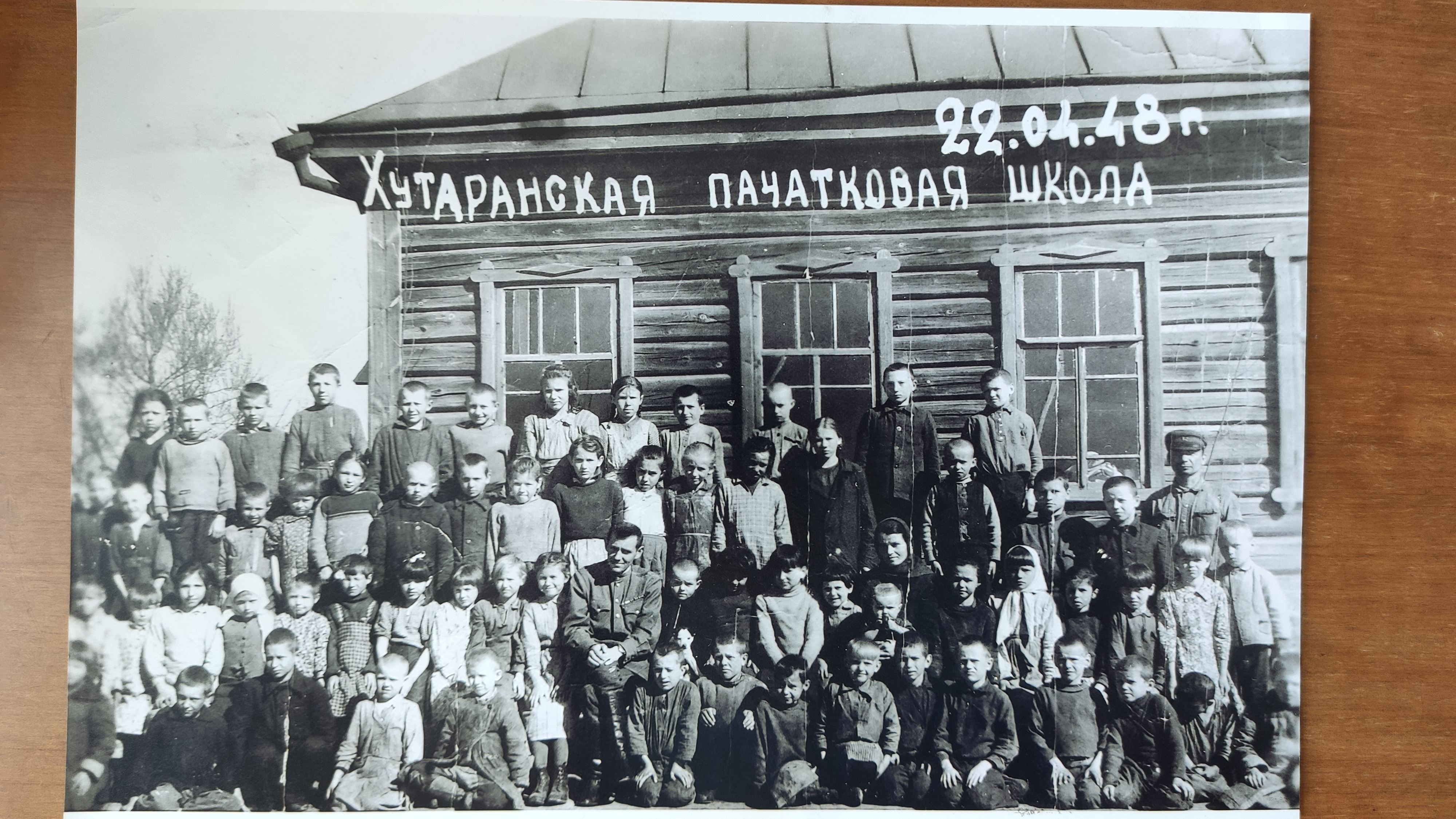
Хуторянская начальная школа 1948 г.

Хуторянка (бел. Хутара́нка) — деревня в Грабовском сельсовете Гомельского района Гомельской области Республики Беларусь.

## География
Расположена в 25 км к юго-востоку от Гомеля, в 3,5 км к северо-востоку от железнодорожной станции Терюха (на линии Гомель — Чернигов). 
На западной окраине имеется мелиоративный канал.

## Транспортная сеть
Рядом автодорога Будище — Гомель.

## История
По письменным источникам известна с XIX века как хутор в Гомельском уезде Могилёвской губернии, в составе одноименного поместья, во владении помещика Крушевского. В 1861 году после отмены крепостного права жители отказались выполнять повинности в пользу помещика, в связи с этим власти применяли к ним меры наказания. В 1868 году начала работать круподробилка, в 1879 году — маслобойня. Владелец поместья имел в 1855 году 230 десятин земли. В 1880 году работала школа грамоты. Согласно переписи 1897 года располагался хлебозапасный магазин, в Носовичской волости Гомельского уезда. В 1909 году 1917 десятин земли.
В 1926 году работали почтовый пункт, школа. С 8 декабря 1926 года по 30 декабря 1927 года центр Хуторянского сельсовета Носовичского, с 4 августа 1927 года Гомельского районов Гомельского округа. В 1929 году организован колхоз. Во время Великой Отечественной войны 44 жителя погибли на фронте. В 1959 году в составе совхоза «Заря» (центр — деревня Грабовка).

## Население
- 1880 год — 49 дворов, 272 жителя.
- 1897 год — 65 дворов, 548 жителей (согласно переписи).
- 1909 год — 68 дворов, 590 жителей.
- 1926 год — 82 двора.
- 1959 год — 267 жителей (согласно переписи).
- 2004 год — 20 хозяйств, 28 жителей.

## Известные уроженцы
- И. Б. Позняков — один из организаторов и руководителей патриотического подполья и партизанского движения в Витебской области во время Великой Отечественной войны.
- Т. И. Васюк — белорусская художница.